# A480高速公路
A480高速公路是法国的一条高速公路，始于圣Egrève，终于Claix，与A48/A51高速相连。A480部分路段于1968年建成通车，全线于1989年完工。该高速在Seyssins与87号国道相连，全线位于罗纳-阿尔卑斯大区。